# ラブライブ!サンシャイン!! Aqours ONLINE LoveLive!
『ラブライブ！サンシャイン!! Aqours ONLINE LoveLive!』（ラブライブ サンシャイン アクア オンライン ラブライブ）は、2021年7月7日に発売されたAqoursの映像作品。2020年10月10日・11日に行われたオンラインライブ『Aqours ONLINE LoveLive! 〜LOST WORLD〜』と、2020年12月30日・31日に行われたカウントダウンライブ『Aqours ONLINE LoveLive! 〜WHITE ISLAND〜』の公演の模様が収録された。
本稿では、『LOST WORLD』『WHITE ISLAND』それぞれの公演の詳細と、公演を予定していたものの中止となった『ラブライブ！サンシャイン!! Aqours 6th LoveLive! 〜DOME TOUR 2020〜』（ラブライブ サンシャイン アクア シックス ラブライブ ドームツアー 2020）の開催概要についても記述する。

## リリース
Aqours6枚目の映像作品。2021年3月19日に放送された生放送『ラブライブ！サンシャイン!! Aqours浦の星女学院生放送!!! 〜Let's smile smile ship Start!〜』内で、Blu-rayでの発売決定が発表された。
本商品は「Blu-ray Memorial BOX」のみが発売され、『LOST WORLD』の10月11日公演が収録された「Disc 1」、『WHITE ISLAND』の12月31日公演が収録された「Disc 3」、各公演の日替わり楽曲・幕間映像が収録された「Disc 2」「Disc 4」、特典ディスクの「Disc 5」の5枚組で発売される。

## チャート成績
2021年7月6日付のオリコンBD総合デイリーランキングで3位にランクインし、2021年7月19日付のオリコン週間ランキングでは、Blu-ray週間ランキングで初動0.7万枚を売り上げ4位にランクインした。

## Aqours ONLINE LoveLive! LOST WORLD
Aqours初のオンラインライブ。タイトルでは表記されていないが「1st ONLINE LoveLive!」として扱われ、2ndライブとして『WHITE ISLAND』が開催された。
新型コロナウイルス (COVID-19) の感染拡大に伴い全公演中止となった6thライブツアー『ラブライブ！サンシャイン!! Aqours 6th LoveLive! 〜DOME TOUR 2020〜』の代替企画で、東京ドーム公演が予定されていた日程がこのライブに充てられた。本公演は2部構成で、前半の第1部では中止となったユニットライブ『AZALEA First LOVELIVE!〜Amazing Travel DNA〜』『PERFECT WORLD』の代替コーナーとなり、唯一1stライブを実施できずにいたAZALEAはユニットで唯一3曲披露された。
ライブは原則生中継ではあったが、「シャゼリア☆キッス☆ダダンダーン」など一部楽曲は事前収録となった。

### 収録内容（LOST WORLD）

#### Disc 1
1. New Romantic Sailors - Guilty Kiss
2. Braveheart Coaster - CYaRon!
3. Amazing Travel DNA - AZALEA
4. 空中恋愛論 - AZALEA
5. メイズセカイ - AZALEA
6. シャゼリア☆キッス☆ダダンダーン - シャゼリア☆キッス
7. Fantastic Departure!
8. Deep Resonance
9. Aqours Pirates Desire
10. Dance with Minotaurus
11. 君のこころは輝いてるかい?
12. JIMO-AI Dash!
13. 未来の僕らは知ってるよ

#### Disc 2
1. Wake up, Challenger!!
2. 青空Jumping Heart
3. 幕間映像：1st〜5thLIVEダイジェスト映像
4. 幕間映像：6th LIVE OPENING
5. 注意事項アナウンス Day.1：1年生
6. 注意事項アナウンス Day.1：2年生
7. 注意事項アナウンス Day.1：3年生
8. 注意事項アナウンス Day.2：1年生
9. 注意事項アナウンス Day.2：2年生
10. 注意事項アナウンス Day.2：3年生

## Aqours ONLINE LoveLive! WHITE ISLAND
Aqoursの2回目のオンラインライブ。『ラブライブ!シリーズ』初のカウントダウンライブとして実施された。
ライブ前日に高槻かなこが適応障害の兆候が見られたことから出演見合わせが発表され、ライブ本番では8人での披露となった。ただし、デュオ・トリオ曲は事前収録となったため、このパートのみ高槻も参加している。
有料生配信のほか、YouTubeで冒頭部分の無料配信が実施された。

### 収録内容（WHITE ISLAND）

#### Disc 3
1. 聖なる日の祈り
2. ジングルベルがとまらない
3. HAPPY PARTY TRAIN
4. 青空Jumping Heart
5. Party! Party! PaPaPaParty! - 黒澤ダイヤ（小宮有紗）、高海千歌（伊波杏樹）、津島善子（小林愛香）
6. キモチもユメも一緒だね！ - 国木田花丸（高槻かなこ)、黒澤ルビィ（降幡愛）
7. Misty Frosty Love - 渡辺曜（斉藤朱夏）、桜内梨子（逢田梨香子）
8. 涙が雪になる前に - 松浦果南（諏訪ななか）、小原鞠莉（鈴木愛奈）
9. 未熟DREAMER
10. Step! ZERO to ONE
11. スリリング・ワンウェイ
12. MY舞☆TONIGHT
13. Future flight

#### Disc 4
1. 恋になりたいAQUARIUM
2. MIRAI TICKET
3. Aqours☆HEROES
4. Fantastic Departure!
5. 冒険Type A, B, C!!
6. 注意事項アナウンス Day.1：1年生
7. 注意事項アナウンス Day.1：2年生
8. 注意事項アナウンス Day.1：3年生
9. 注意事項アナウンス Day.2：1年生
10. 注意事項アナウンス Day.2：2年生
11. 注意事項アナウンス Day.2：3年生

## 特典ディスク（Disc 5）
1. Making of LoveLive! Sunshine!! Aqours ONLINE LoveLive! 〜LOST WORLD〜
2. Making of LoveLive! Sunshine!! Aqours COUNTDOWN LoveLive! 〜WHITE ISLAND〜

## コンサート日程
| # | タイトル     | 年     | 配信日   | 配信時間 | 配信媒体                           | 備考           |
| - | ------------ | ------ | -------- | -------- | ---------------------------------- | -------------- |
| 1 | LOST WORLD   | 2020年 | 10月10日 | 19:00    | Streaming+ PIA LIVE STREAM         |                |
| 2 | LOST WORLD   | 2020年 | 10月11日 | 17:00    | Streaming+ PIA LIVE STREAM         |                |
| 3 | WHITE ISLAND | 2020年 | 12月30日 | 19:00    | Streaming+ PIA LIVE STREAM YouTube |                |
| 4 | WHITE ISLAND | 2020年 | 12月31日 | 22:30    | Streaming+ PIA LIVE STREAM YouTube | カウントダウン |

## ラブライブ！サンシャイン!! Aqours 6th LoveLive! 〜DOME TOUR 2020〜
2020年から2021年にかけて以下の日程で開催される予定だったが、2020年8月21日に無観客開催も含めて全公演中止が発表された。ナンバリングライブの公演中止はシリーズを通じて史上初の出来事となった。その後、内容及び日程を改め『ラブライブ!サンシャイン!! Aqours 6th LoveLive! 〜KU-RU-KU-RU Rock 'n' Roll TOUR〜』が6thライブツアーとして開催された。
札幌ドームは使用料が非常に高いことから、選定そのものが見送られていた。
本ライブツアーでは「Fantastic Departure!」がテーマソングとして起用され、クジラ「ポエポエ」がライブの随所に登場する予定だった。なお、ポエポエは、「幻日のヨハネ -SUNSHINE in the MIRROR-」にて、ポエールとしてゲスト出演している。
|        | 開催日   | 開演時間 | 会場                                                  | 備考                       |
| 2020年 | 2020年   | 2020年   | 2020年                                                | 2020年                     |
| ------ | -------- | -------- | ----------------------------------------------------- | -------------------------- |
| 1      | 09月05日 | 017:00   | ナゴヤドーム （現：バンテリンドームナゴヤ）           | 無観客配信を予定していた。 |
| 1      | 09月06日 | 016:00   | ナゴヤドーム （現：バンテリンドームナゴヤ）           | 無観客配信を予定していた。 |
| 2      | 09月19日 | 017:00   | 西武ドーム （メットライフドーム<現：ベルーナドーム>） | 無観客配信を予定していた。 |
| 2      | 09月20日 | 017:00   | 西武ドーム （メットライフドーム<現：ベルーナドーム>） | 無観客配信を予定していた。 |
| 3      | 10月10日 | 017:00   | 東京ドーム                                            |                            |
| 3      | 10月11日 | 016:00   | 東京ドーム                                            |                            |
| 4      | 12月26日 | 017:00   | 福岡ドーム （福岡PayPayドーム）                       |                            |
| 4      | 12月27日 | 016:00   | 福岡ドーム （福岡PayPayドーム）                       |                            |
| 2021年 |          |          |                                                       |                            |
| 5      | 01月16日 | 017:00   | 京セラドーム大阪                                      |                            |
| 5      | 01月17日 | 016:00   | 京セラドーム大阪                                      |                            |